# Lysandra ossmar
Lysandra ossmar är en fjärilsart som beskrevs av Gerhard 1853. Lysandra ossmar ingår i släktet Lysandra och familjen juvelvingar. Inga underarter finns listade i Catalogue of Life.